# 加納美術館
安来市加納美術館（やすぎしかのうびじゅつかん）は、島根県安来市にある公立美術館。加納美術館は通称名。
旧広瀬町布部出身の洋画家・加納莞蕾の長男・加納溥基（ひろき）が地域文化の発展を願い、1996年に私立美術館として開館した。2002年に広瀬町立加納美術館となり、2004年10月1日に安来市・広瀬町・伯太町が合併したため、安来市立の美術館となった。
フィリピン戦犯釈放運動を通して恒久平和を訴え続けた加納莞蕾の絵画や書など約130点やフィリピン戦犯釈放運動時の手書き資料や謄写版印刷の史料が収蔵されている。また、備前焼や古備前（780点）も収蔵している。備前焼では金重陶陽、山本陶秀、藤原雄、藤原啓、伊勢崎淳ら5人の人間国宝作家の作品を所蔵する。さらに、小野竹喬、池田遙邨の日本画作品や安来ゆかりの彫刻家西田明史や細田育宏(やすひろ)の作品、水彩画家青戸慧作品などを保有している。

## 所在地
- 〒692-0623 島根県安来市広瀬町布部345-27

## 周辺情報
- 足立美術館
- 和鋼博物館
- 清水寺 (安来市)